# Liste de monuments du Cameroun
Liste de monuments du Cameroun.

## Littoral
| Monument                                        | Description | Identifiant | Région             | Ville     | Coordonnées                      | Image                                |
| ----------------------------------------------- | ----------- | ----------- | ------------------ | --------- | -------------------------------- | ------------------------------------ |
| Palais de justice de Douala                     |             | LT01        | Région du Littoral | Douala    | 4° 02′ 36″ nord, 9° 41′ 11″ est  | Proposez votre photo                 |
| Hôpital Laquintinie                             |             | LT02        | Région du Littoral | Douala    | 4° 02′ 54″ nord, 9° 42′ 12″ est  | Proposez votre photo                 |
| Ancien hôpital général de Douala                |             | LT03        | Région du Littoral | Douala    | 4° 02′ 26″ nord, 9° 41′ 04″ est  | Proposez votre photo                 |
| Chambre de Commerce de Douala                   |             | LT04        | Région du Littoral | Douala    | 4° 02′ 41″ nord, 9° 41′ 10″ est  | Proposez votre photo                 |
| Palais des rois Bell                            |             | LT05        | Région du Littoral | Douala    | 4° 02′ 36″ nord, 9° 41′ 14″ est  | Proposez votre photo                 |
| Poste centrale de Douala                        |             | LT06        | Région du Littoral | Douala    | 4° 02′ 35″ nord, 9° 41′ 07″ est  | Proposez votre photo                 |
| Temple du centenaire                            |             | LT07        | Région du Littoral | Douala    | à géolocaliser                   | Proposez votre photo                 |
| Villa Mandessi Bell                             |             | LT08        | Région du Littoral | Douala    | 4° 02′ 42″ nord, 9° 41′ 19″ est  | Proposez votre photo                 |
| La Nouvelle Liberté                             |             | LT09        | Région du Littoral | Douala    | 4° 03′ 51″ nord, 9° 42′ 25″ est  | Proposez votre photo                 |
| Port autonome de Douala                         |             | LT10        | Région du Littoral | Douala    | 4° 02′ 09″ nord, 9° 40′ 38″ est  | Proposez votre photo                 |
| Gare de Bessengué                               |             | LT11        | Région du Littoral | Douala    | 4° 03′ 14″ nord, 9° 42′ 42″ est  | Proposez votre photo                 |
| Cathédrale Saint-Pierre-et-Saint-Paul de Douala |             | LT12        | Région du Littoral | Douala    | 4° 02′ 39″ nord, 9° 41′ 33″ est  | Proposez votre photo                 |
| Ancien siège de la Woermann-Linie               |             | LT13        | Région du Littoral | Douala    | 4° 02′ 45″ nord, 9° 41′ 10″ est  | Proposez votre photo                 |
| Ancien commissariat de police de Douala         |             | LT14        | Région du Littoral | Douala    | 4° 02′ 33″ nord, 9° 41′ 08″ est  | Proposez votre photo                 |
| Ancien palais du Gouvernement                   |             | LT15        | Région du Littoral | Douala    | 4° 02′ 30″ nord, 9° 41′ 07″ est  | Proposez votre photo                 |
| Ancienne résidence du chef de circonscription   |             | LT16        | Région du Littoral | Douala    | à géolocaliser                   | Proposez votre photo                 |
| Vieux Château de MAKA                           |             | LT02        | Région du Littoral | Douala    | 4° 02′ 54″ nord, 9° 42′ 12″ est  | Image manquante Proposez votre photo |
| Maison des célibataires de la Woermann          |             | LT17        | Région du Littoral | Douala    | 4° 02′ 44″ nord, 9° 41′ 10″ est  | Proposez votre photo                 |
| Monument funéraire des rois Bell                |             | LT18        | Région du Littoral | Douala    | 4° 02′ 38″ nord, 9° 41′ 14″ est  | Proposez votre photo                 |
| Temple de Bonalembe                             |             | LT19        | Région du Littoral | Douala    | 4° 03′ 09″ nord, 9° 41′ 51″ est  | Proposez votre photo                 |
| Tombeau du Pasteur Adolf Lotin'a Same           |             | LT20        | Région du Littoral | Douala    | à géolocaliser                   | Proposez votre photo                 |
| Usine des eaux de Bonakouamouang                |             | LT21        | Région du Littoral | Douala    | 4° 03′ 16″ nord, 9° 42′ 22″ est  | Proposez votre photo                 |
| Église orthodoxe St Constantin et Ste Hélène    |             | LT22        | Région du Littoral | Douala    | 4° 02′ 35″ nord, 9° 42′ 24″ est  | Proposez votre photo                 |
| Église Notre-dame des Victoires de New Bell II  |             | LT23        | Région du Littoral | Douala    | à géolocaliser                   | Proposez votre photo                 |
| Akwa Palace                                     |             | LT24        | Région du Littoral | Douala    | 4° 03′ 02″ nord, 9° 41′ 43″ est  | Proposez votre photo                 |
| Lycée de New-Bell                               |             | LT25        | Région du Littoral | Douala    | 4° 02′ 17″ nord, 9° 42′ 25″ est  | Proposez votre photo                 |
| Lycée Joss                                      |             | LT26        | Région du Littoral | Douala    | 4° 02′ 00″ nord, 9° 41′ 12″ est  | Proposez votre photo                 |
| Collège Alfred Saker                            |             | LT27        | Région du Littoral | Douala    | 4° 03′ 57″ nord, 9° 42′ 26″ est  | Proposez votre photo                 |
| École St Jean Bosco                             |             | LT28        | Région du Littoral | Douala    | 4° 02′ 40″ nord, 9° 41′ 32″ est  | Proposez votre photo                 |
| Résidence Mukete                                |             | LT29        | Région du Littoral | Douala    | à géolocaliser                   | Image manquante Proposez votre photo |
| Mausolée d'Adolf Ngosso Din                     |             | LT30        | Région du Littoral | Douala    | à géolocaliser                   | Proposez votre photo                 |
| Monument au Général Leclerc de Douala           |             | LT31        | Région du Littoral | Douala    | à géolocaliser                   | Proposez votre photo                 |
| Monument des rois Akwa                          |             | LT32        | Région du Littoral | Douala    | à géolocaliser                   | Proposez votre photo                 |
| Mémorial de Gustav Nachtigal                    |             | LT33        | Région du Littoral | Douala    | à géolocaliser                   | Proposez votre photo                 |
| Pont sur le Wouri                               |             | LT34        | Région du Littoral | Douala    | 4° 04′ 13″ nord, 9° 41′ 43″ est  | Proposez votre photo                 |
| Mosquée centrale de New-Bell                    |             | LT35        | Région du Littoral | Douala    | 4° 02′ 13″ nord, 9° 42′ 17″ est  | Proposez votre photo                 |
| Cathédrale d'Édéa                               |             | LT36        | Région du Littoral | Édéa      | à géolocaliser                   | Proposez votre photo                 |
| Pont d'Édéa                                     |             | LT37        | Région du Littoral | Édéa      | 3° 48′ 18″ nord, 10° 07′ 26″ est | Proposez votre photo                 |
| Forteresse de Dimbombari                        |             | LT38        | Région du Littoral | Dibombari | 4° 10′ 40″ nord, 9° 39′ 24″ est  | Image manquante Proposez votre photo |
| Grotte de Ngog Lituba                           |             | LT39        | Région du Littoral |           | à géolocaliser                   | Proposez votre photo                 |
| Mission catholique de Mariemberg                |             | LT40        | Région du Littoral |           | à géolocaliser                   | Image manquante Proposez votre photo |

## Nord
| Monument                     | Description | Identifiant | Région         | Ville                        | Coordonnées                      | Image                                |
| ---------------------------- | ----------- | ----------- | -------------- | ---------------------------- | -------------------------------- | ------------------------------------ |
| Lamidat de Rey-Bouba         |             | NO01        | Région du Nord | Rey-Bouba                    | 8° 40′ 29″ nord, 14° 10′ 25″ est | Image manquante Proposez votre photo |
| Gravures rupestres de Bidzar |             | NO02        | Région du Nord | Mayo-Louti - Figuil - Bidzar | à géolocaliser                   | Image manquante Proposez votre photo |

## Sud
| Monument            | Description | Identifiant | Région | Ville | Coordonnées                     | Image                                |
| ------------------- | ----------- | ----------- | ------ | ----- | ------------------------------- | ------------------------------------ |
| Chutes de la Lobé   |             | SU01        | Sud    | Kribi | 2° 52′ 53″ nord, 9° 53′ 52″ est | Proposez votre photo                 |
| Cathédrale de Kribi |             | SU02        | Sud    | Kribi | 2° 56′ 16″ nord, 9° 54′ 29″ est | Image manquante Proposez votre photo |

## Ouest
| Monument                             | Description     | Identifiant | Région            | Ville     | Coordonnées                      | Image                                |
| ------------------------------------ | --------------- | ----------- | ----------------- | --------- | -------------------------------- | ------------------------------------ |
| Grotte Fovu                          |                 | OU01        | Région de l'Ouest | Baham     | 5° 19′ 36″ nord, 10° 22′ 35″ est | Proposez votre photo                 |
| Chefferie Foto                       |                 | OU02        | Région de l'Ouest | Foto      | 5° 28′ 06″ nord, 10° 03′ 02″ est | Image manquante Proposez votre photo |
| Cases bamilékés du marché de Dschang |                 | OU03        | Région de l'Ouest | Dschang   | 5° 26′ 42″ nord, 10° 03′ 08″ est | Image manquante Proposez votre photo |
| Chefferie de Bafoussam               |                 | OU04        | Région de l'Ouest | Bafoussam | 5° 28′ 08″ nord, 10° 25′ 35″ est | Proposez votre photo                 |
| Chefferie Bandjoun                   |                 | OU05        | Région de l'Ouest | Bandjoun  | 5° 21′ 01″ nord, 10° 24′ 30″ est | Proposez votre photo                 |
| Chefferie Bangoua                    |                 | OU06        | Région de l'Ouest | Bangoua   | 5° 12′ 23″ nord, 10° 28′ 44″ est | Image manquante Proposez votre photo |
| Sultanat de Foumban                  |                 | OU07        | Région de l'Ouest | Foumban   | 5° 43′ 59″ nord, 10° 54′ 04″ est | Proposez votre photo                 |
| Monument du roi Njoya                |                 | OU08        | Région de l'Ouest | Foumban   | à géolocaliser                   | Proposez votre photo                 |
| Case tamtam                          | Place des fêtes | OU09        | Région de l'Ouest | Bafut     | 6° 05′ 21″ nord, 10° 06′ 41″ est | Proposez votre photo                 |
| Mosquée centrale de Foumban          |                 | OU10        | Région de l'Ouest | Foumban   | à géolocaliser                   | Proposez votre photo                 |
| Monument du guerrier                 |                 | OU11        | Région de l'Ouest | Foumban   | à géolocaliser                   | Proposez votre photo                 |

## Centre
| Monument                                       | Description | Identifiant | Région | Ville   | Coordonnées                      | Image                                |
| ---------------------------------------------- | ----------- | ----------- | ------ | ------- | -------------------------------- | ------------------------------------ |
| Mégalithiques de Saa                           |             | CE01        | Centre |         | à géolocaliser                   | Image manquante Proposez votre photo |
| Église d'Akono                                 |             | CE02        | Centre | Akono   | 3° 29′ 59″ nord, 11° 19′ 37″ est | Image manquante Proposez votre photo |
| Monument de la Réunification                   |             | CE03        | Centre | Yaoundé | 3° 51′ 09″ nord, 11° 30′ 49″ est | Proposez votre photo                 |
| Monument Leclerc-Eboué                         |             | CE04        | Centre | Yaoundé | à géolocaliser                   | Proposez votre photo                 |
| Musée des Bénédictins                          |             | CE05        | Centre | Yaoundé | à géolocaliser                   | Image manquante Proposez votre photo |
| Cathédrale Notre-Dame-des-Victoires de Yaoundé |             | CE06        | Centre | Yaoundé | 3° 51′ 48″ nord, 11° 31′ 15″ est | Proposez votre photo                 |
| Statue de Charles Atangana                     |             | CE07        | Centre | Yaoundé | à géolocaliser                   | Image manquante Proposez votre photo |
| Musée National du Cameroun                     |             | CE08        | Centre | Yaoundé | 3° 51′ 38″ nord, 11° 30′ 57″ est | Proposez votre photo                 |
| Basilique Marie-Reine des apôtres de Mvolyé    |             | CE09        | Centre | Yaoundé | 3° 50′ 33″ nord, 11° 30′ 28″ est | Proposez votre photo                 |
| Place de l'Indépendance de Yaoundé             |             | CE010       | Centre | Yaoundé | à géolocaliser                   | Proposez votre photo                 |
| Monument de l'Unité                            |             | CE011       | Centre | Yaoundé | 3° 54′ 38″ nord, 11° 30′ 07″ est | Proposez votre photo                 |
| Monument Patriote                              |             |             | Centre | Yaoundé | à géolocaliser                   | Image manquante Proposez votre photo |

## Adamaoua
| Monument                      | Description | Identifiant | Région   | Ville      | Coordonnées                      | Image                                |
| ----------------------------- | ----------- | ----------- | -------- | ---------- | -------------------------------- | ------------------------------------ |
| Grottes Damougare             |             | AD01        | Adamaoua |            | à géolocaliser                   | Image manquante Proposez votre photo |
| Barrage de la Mapé            |             | AD02        | Adamaoua |            | à géolocaliser                   | Image manquante Proposez votre photo |
| Carrière de kaolin de Salassa |             | AD03        | Adamaoua |            | à géolocaliser                   | Image manquante Proposez votre photo |
| Lamidat de Ngaoundéré         |             | AD04        | Adamaoua | Ngaoundéré | 7° 19′ 14″ nord, 13° 35′ 20″ est | Proposez votre photo                 |
| Idool                         | Village     | AD05        | Adamaoua | Idool      | à géolocaliser                   | Image manquante Proposez votre photo |

## Est
| Monument                         | Description | Identifiant | Région          | Ville | Coordonnées                      | Image                                |
| -------------------------------- | ----------- | ----------- | --------------- | ----- | -------------------------------- | ------------------------------------ |
| Ville de Lomié                   |             | ES01        | Région de l'Est | Lomié | 3° 10′ 00″ nord, 13° 37′ 00″ est | Proposez votre photo                 |
| Forteresse allemande de Doumé    |             | ES02        | Région de l'Est | Doumé | à géolocaliser                   | Image manquante Proposez votre photo |
| Cimetière allemand de Mouloundou |             | ES03        | Région de l'Est |       | à géolocaliser                   | Image manquante Proposez votre photo |

## Nord-Ouest
| Monument                        | Description | Identifiant | Région     | Ville   | Coordonnées    | Image                                |
| ------------------------------- | ----------- | ----------- | ---------- | ------- | -------------- | ------------------------------------ |
| Chefferie de Bafut              |             | NW01        | Nord-Ouest | Bafut   | à géolocaliser | Proposez votre photo                 |
| Site archéologique de Shum Laka |             | NW02        | Nord-Ouest |         | à géolocaliser | Image manquante Proposez votre photo |
| Chefferie de Bali               |             | NW03        | Nord-Ouest | Bali    | à géolocaliser | Image manquante Proposez votre photo |
| Palais Tarikon                  |             | NW04        | Nord-Ouest |         | à géolocaliser | Image manquante Proposez votre photo |
| Forteresse de Bamenda           |             | NW05        | Nord-Ouest | Bamenda | à géolocaliser | Image manquante Proposez votre photo |
| Chefferie de Babessi            |             | NW06        | Nord-Ouest |         | à géolocaliser | Image manquante Proposez votre photo |
| Chefferie de Laïkom             |             | NW07        | Nord-Ouest |         | à géolocaliser | Image manquante Proposez votre photo |

## Extrême-Nord
| Monument                                 | Description               | Identifiant | Région       | Ville       | Coordonnées                       | Image                                |
| ---------------------------------------- | ------------------------- | ----------- | ------------ | ----------- | --------------------------------- | ------------------------------------ |
| Les Diy-Gid-Biy des monts Mandara        |                           | EN01        | Extrême-Nord |             | 10° 55′ 00″ nord, 13° 50′ 00″ est | Image manquante Proposez votre photo |
| Monuments des commandants Lamy et Rabbah |                           | EN02        | Extrême-Nord | Kousséri    | à géolocaliser                    | Image manquante Proposez votre photo |
| Chefferie d’Oudjila                      |                           | EN03        | Extrême-Nord | Oudjila     | 11° 00′ 18″ nord, 14° 05′ 02″ est | Image manquante Proposez votre photo |
| Palais du sultan de Mora                 |                           | EN04        | Extrême-Nord | Mora        | à géolocaliser                    | Image manquante Proposez votre photo |
| Chefferie de Mora-Massif                 |                           | EN05        | Extrême-Nord | Mora-Massif | à géolocaliser                    | Image manquante Proposez votre photo |
| Chefferie de Tokombéré                   |                           | EN06        | Extrême-Nord | Tokombéré   | à géolocaliser                    | Image manquante Proposez votre photo |
| Haut fourneau de Ziver de la plaine      |                           | EN07        | Extrême-Nord |             | à géolocaliser                    | Image manquante Proposez votre photo |
| Chefferie Mokolo                         |                           | EN08        | Extrême-Nord | Mokolo      | à géolocaliser                    | Image manquante Proposez votre photo |
| Palais du Lamido Goudal                  |                           | EN09        | Extrême-Nord | Goudal      | à géolocaliser                    | Image manquante Proposez votre photo |
| Palais du Lamido de Maroua               |                           | EN10        | Extrême-Nord | Maroua      | à géolocaliser                    | Image manquante Proposez votre photo |
| Chapelle de Douvangar                    |                           | EN11        | Extrême-Nord | Douvangar   | à géolocaliser                    | Image manquante Proposez votre photo |
| Palais du Lamido de Mindif               |                           | EN12        | Extrême-Nord | Mindif      | à géolocaliser                    | Image manquante Proposez votre photo |
| Palais du Lamido de Lara                 |                           | EN13        | Extrême-Nord | Lara        | à géolocaliser                    | Image manquante Proposez votre photo |
| Palais du Lamido de Moutourwa            |                           | EN14        | Extrême-Nord | Moutourwa   | à géolocaliser                    | Image manquante Proposez votre photo |
| Palais du Lamido de Guidiguis            |                           | EN15        | Extrême-Nord | Guidiguis   | à géolocaliser                    | Image manquante Proposez votre photo |
| Palais du Lamido de Kaélé                |                           | EN16        | Extrême-Nord | Kaélé       | à géolocaliser                    | Image manquante Proposez votre photo |
| Palais du Lamido de Dziguilao            |                           | EN17        | Extrême-Nord | Dziguilao   | à géolocaliser                    | Image manquante Proposez votre photo |
| Palais du Lamido de Moulvoudaye          |                           | EN18        | Extrême-Nord | Moulvoudaye | à géolocaliser                    | Image manquante Proposez votre photo |
| Palais du Lamido de Boboyo               |                           | EN19        | Extrême-Nord | Boboyo      | à géolocaliser                    | Image manquante Proposez votre photo |
| Cases obus de Mourla                     | case typique des Mousgoum | EN20        | Extrême-Nord | Mourla      | 10° 51′ 47″ nord, 15° 05′ 04″ est | Proposez votre photo                 |
| Palais du sultan de Pouss                |                           | EN21        | Extrême-Nord | Pouss       | à géolocaliser                    | Image manquante Proposez votre photo |

## Sud-Ouest
| Monument                           | Description | Identifiant | Région    | Ville    | Coordonnées                     | Image                                |
| ---------------------------------- | ----------- | ----------- | --------- | -------- | ------------------------------- | ------------------------------------ |
| Palais du gouverneur Von Puttkamer |             | SW01        | Sud-Ouest | Buéa     | à géolocaliser                  | Image manquante Proposez votre photo |
| Fontaine de Bismarck               |             | SW02        | Sud-Ouest | Buéa     | à géolocaliser                  | Proposez votre photo                 |
| Ancienne poste de Buéa             |             | SW03        | Sud-Ouest | Buéa     | à géolocaliser                  | Proposez votre photo                 |
| Cathédrale St. Engelbert           |             | SW04        | Sud-Ouest | Bonjongo | à géolocaliser                  | Proposez votre photo                 |
| Monument Alfred Saker              |             | SW05        | Sud-Ouest | Limbé    | à géolocaliser                  | Proposez votre photo                 |
| Tour Bismarck de Limbé             |             | SW06        | Sud-Ouest | Limbé    | à géolocaliser                  | Image manquante Proposez votre photo |
| Site des esclaves de Bimbia        |             | SW07        | Sud-Ouest | Limbé    | 3° 57′ 42″ nord, 9° 15′ 17″ est | Proposez votre photo                 |
| Pont Alfred Saker                  | Pont        | SW08        | Sud-Ouest | Limbé    | à géolocaliser                  | Proposez votre photo                 |
| Saker Baptist College              |             | SW09        | Sud-Ouest | Limbé    | à géolocaliser                  | Image manquante Proposez votre photo |
| Ebener Baptist Church              |             | SW10        | Sud-Ouest | Limbé    | à géolocaliser                  | Image manquante Proposez votre photo |
| Sesquicentennary Monument          |             | SW11        | Sud-Ouest | Limbé    | à géolocaliser                  | Image manquante Proposez votre photo |
| Canon allemand de Bimbia           |             | SW12        | Sud-Ouest | Limbé    | à géolocaliser                  | Proposez votre photo                 |

## Sources
- Ministère du Tourisme
- « Cameroon - UNESCO World Heritage Centre », sur whc.unesco.org
- Douala capitale économique : l'architecture, avril 2011